# Großer Brachvogel
Der Große Brachvogel (Numenius arquata), auch nur Brachvogel genannt, ist eine Vogelart aus der Familie der Schnepfenvögel (Scolopacidae). Es werden zwei Unterarten unterschieden. Die Nominatform ist in Mitteleuropa ein zunehmend seltener Brut- und Sommervogel. Die Rote Liste der Brutvögel Deutschlands von 2020 führt die Art in der Kategorie 1 als vom Aussterben bedroht. Er ist während der Zugzeiten ein regelmäßiger Durchzügler und Rastvogel, der gebietsweise auch überwintert.
In Deutschland war der Große Brachvogel im Jahre 1982 Vogel des Jahres.

## Beschreibung

### Adulte Vögel
Der Große Brachvogel ist etwa 50 bis 60 cm lang und wiegt zwischen 600 und 1000 Gramm. Die Flügelspannweite beträgt 89 bis 106 cm.
Die Vögel sind die größten Watvögel, und sie sind in Europa die häufigsten Vertreter der Brachvögel. Charakteristisches Kennzeichen des Großen Brachvogels ist der lange und stark nach unten gekrümmte Schnabel. Das Weibchen ist etwas größer als das Männchen und hat einen deutlich stärker gebogenen und längeren Schnabel. Ansonsten sehen die Geschlechter gleich aus.
Große Brachvögel sind eher unscheinbar gefärbt. Der Kopf, der Hals, die Brust die Körperoberseite sind fahl beigebraun mit dunklen Streifen und Flecken. Die Wangen sind dunkel gestrichelt und kontrastieren dadurch mit dem hellen Kinn- und Kehlfleck. Die Brust ist etwas kräftiger gestreift und wird zum Bauch hin heller. Im Flug wird der weiße Bürzel sichtbar, der mit dem weißen Rücken einen weißen Keil bildet.

### Jungvögel
Das Daunenkleid ist auf der Körperoberseite rahmfarben bis hell rostbraun mit einer schwarzbraunen Zeichnung. Die Körperunterseite ist ebenfalls rahmfarben auf, die Brust ist jedoch etwas dunkler. Vom Schnabel verlaufen dunkle Linien zum schwärzlichbraunen und in der Mitte etwas aufgehellten Scheitel. Der dunkle Augenstreif verläuft bis zum Nacken. Vom Nacken aus verläuft ein schmaler dunkler Streif, der sich auf dem Mantel in zwei breitere Streifen gabelt. Auf dem hinteren Rücken befindet sich ein unregelmäßiger ringförmiger Fleck, der einen helleren Fleck einschließt. Der Schnabel ist anfangs kurz und gerade und bei flüggen Jungvögeln bereits etwas länger und leicht gebogen. Die Beine und Zehen sind blässlichgrau mit dunkelgrauen Krallen.

### Stimme
Die Stimme ist ein lauter, sehr melodisch klingender, wehmütiger Ruf, der wie „kuri li“ klingt. Dieser Ruf hat ihm im englischsprachigen Raum vermutlich den Namen „Curlew“ eingebracht. Um die Brutreviere zu markieren, singen die Männchen im Frühjahr eine flötende und trillernde Strophe. Beim Fliegen geben große Brachvögel ein „tlüih“ von sich, das bei Erregung zu einem „tüi-tüi-tüi“ wird.
Der Komponist Olivier Messiaen, der für die Einbeziehung von Vogelstimmen in seine Werke bekannt ist, hat dem Großen Brachvogel den letzten Satz (Le Curlis cendré) seines 13-teiligen Klavierzyklus Catalogue d’oiseaux gewidmet und darin den typischen Ruf gut erkennbar und beeindruckend in Szene gesetzt.

## Lebensraum

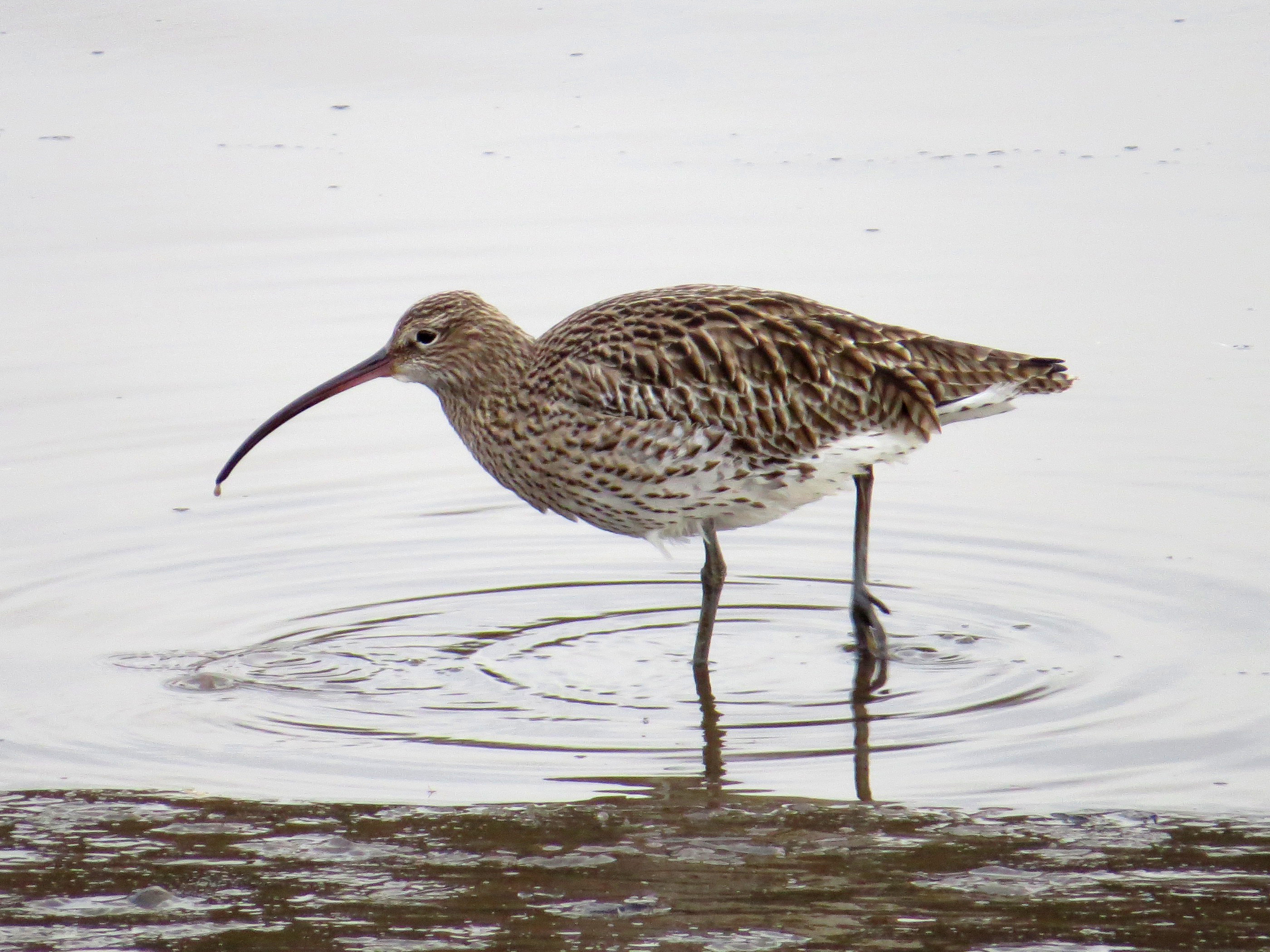
Großer Brachvogel bei der Nahrungssuche

Der Große Brachvogel brütet in Mooren und Feuchtwiesen sowie in offenen Marschen. Sein bevorzugtes Habitat während der Brutzeit sind großflächige, offene, gut überschaubare feuchte Regenmoore. Er brütet außerdem in Moorheiden, auf Calluna-Heiden mit Feuchtstellen, auf Feuchtgrünland sowie gelegentlich auch auf Äckern, wenn sich diese in der Nähe von Grünland befinden.
Im Winter leben die Brachvögel an den Küsten und im Watt, außerdem im Binnenland auf Feldern und Feuchtwiesen. Ihre Hauptverbreitungsgebiete sind Nord- und Mitteleuropa sowie die Britischen Inseln; in Deutschland findet man sie in den feuchten Niederungen der Weser-Ems-Region. Im Winter ziehen die Vögel an die Küsten in West- und Südeuropa.

## Verbreitung

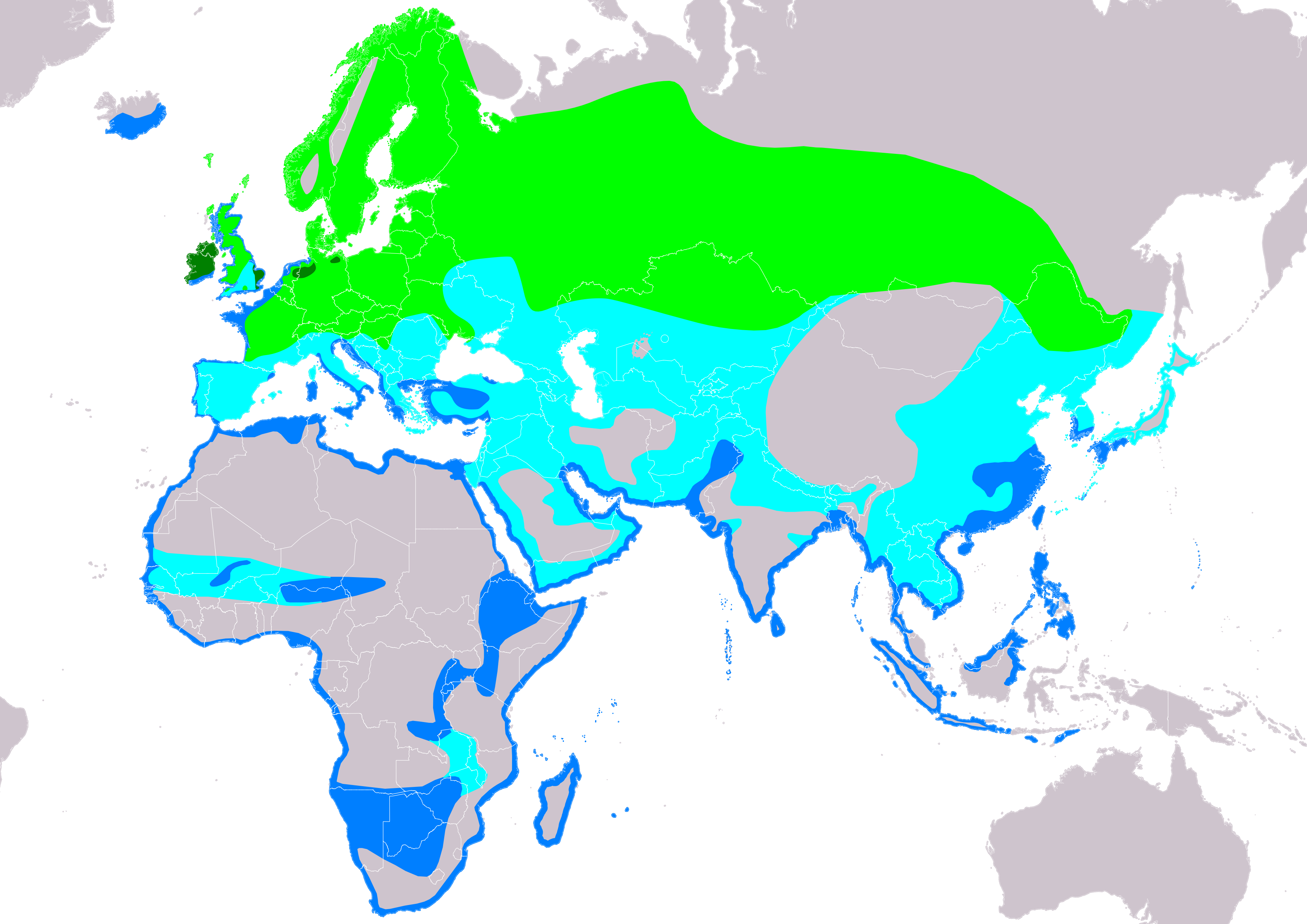
Verbreitung des Großen Brachvogels:
Brutgebiete
Ganzjähriges Vorkommen
Migration
Überwinterungsgebiete

Das riesige Verbreitungsgebiet des Großen Brachvogels reicht im Westen von Island bis zu den Alpen, im Osten vom Baikalsee und der Mandschurei bis nach Kasachstan und dem Nordrand des innerasiatischen Hochlandes im Südosten. Der Große Brachvogel ist überwiegend ein Kurzstreckenzieher, die Brutvögel Irlands und Großbritanniens sind zum Teil Standvögel.
Der Großteil der nordeuropäischen Population zieht ab Juni in südwestlicher Richtung an die Küsten Großbritanniens sowie an die Küsten von Dänemark bis Iberien, Marokko und Mauretanien. Auf dem Höhepunkt des Zuges im Juli und August finden sich viele Altvögel an der Nordseeküste ein und mausern dort. Ihnen schließen sich von Mitte bis Ende September die Jungvögel an, von denen viele in diesem Gebiet überwintern. Südosteuropäische Brutvögel überwintern überwiegend am Mittelmeer.

## Unterarten

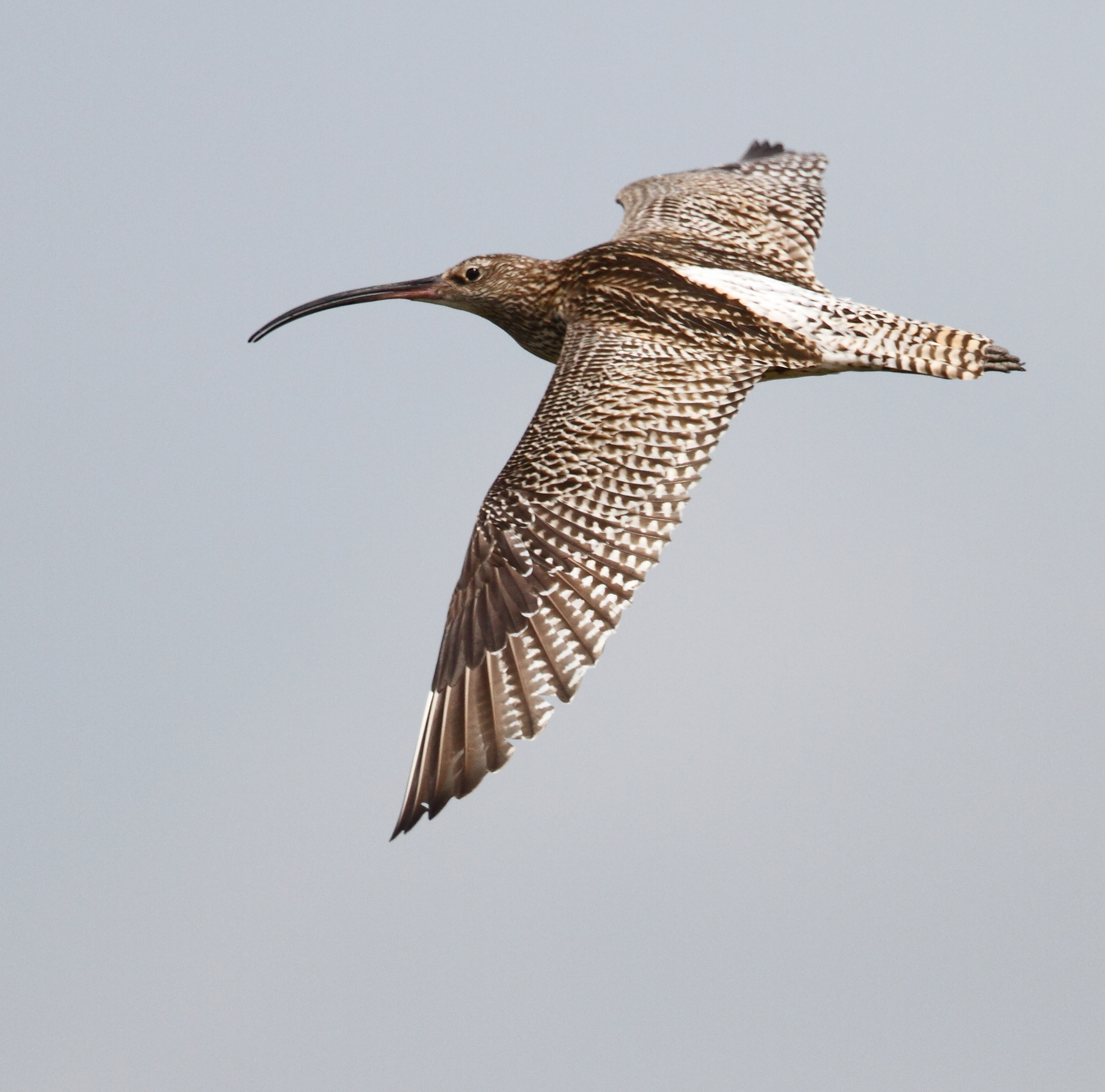
Ein Exemplar im Flug

Es gibt zwei Unterarten. Die Nominatform Numenius arquata arquata kommt im europäischen Teil des Verbreitungsgebietes vor sowie in West- und Zentralsibirien und in Zentralasien, dem Norden der Mongolei und der Mandschurei. Sie überwintern im Nahen Osten, im tropischen Afrika bis nach Südafrika, auf dem indischen Halbkontinent, in China, Japan und im Südosten Asiens bis zu den Großen Sunda-Inseln. Östlich der Linie Wolga-Ural bis nach Kasachstan kommt Numenius a. orientalis vor. Vögel dieser Population wirken insgesamt heller, die Ausdehnung der dunklen Federmarkierungen auf der Unterseite und auf dem hinteren Rücken ist geringer. Der Schnabel ist etwas länger, ebenso die Flügellänge. Beide Unterarten sind im Grenzgebiet nicht klar voneinander getrennt, es gibt große Überschneidungen in den Maßen sowie in der Färbung. Das Überwinterungsgebiet dieser Unterart ist bislang nur unzureichend erforscht, jedoch geht man davon aus, dass sie in Afrika überwintern.

## Ernährung
Große Brachvögel fressen Insekten, Würmer und Schnecken, die sie mit ihrem langen Schnabel auf und im Boden stochernd suchen. Der Schnabel dient auch als Pinzette, um Schnecken und Muscheln aus ihren Schalen zu ziehen. Auf dem Zug und im Winter suchen Große Brachvögel in küstennahen Süßwassermarschen und auf Wattflächen in den Gezeitenzonen nach Nahrung. Im Watt ernähren sie sich bevorzugt von kleinen Strandkrabben, während in den Süßwasserhabitaten Schnaken als Nahrung dominieren.
Große Brachvögel orten ihre Beute visuell und mit dem Tastsinn. Sie sondieren mit ihrem Schnabel den Schlamm im Vorwärtsschreiten wiederholt in geringer Tiefe. Orten sie ein Beutetier, wird dieses durch tiefere Stocherbewegungen gepackt. Dieses wird dann unter Kopf- und Halswendungen aus dem Boden gezogen. Krabben werden von ihnen kräftig geschüttelt und auf den Boden geworfen, um die Gliedmaßen zu entfernen. Beutetiere, die sich auf der Oberfläche befinden, werden häufig in kurzen Spurts erjagt.

## Brutpflege

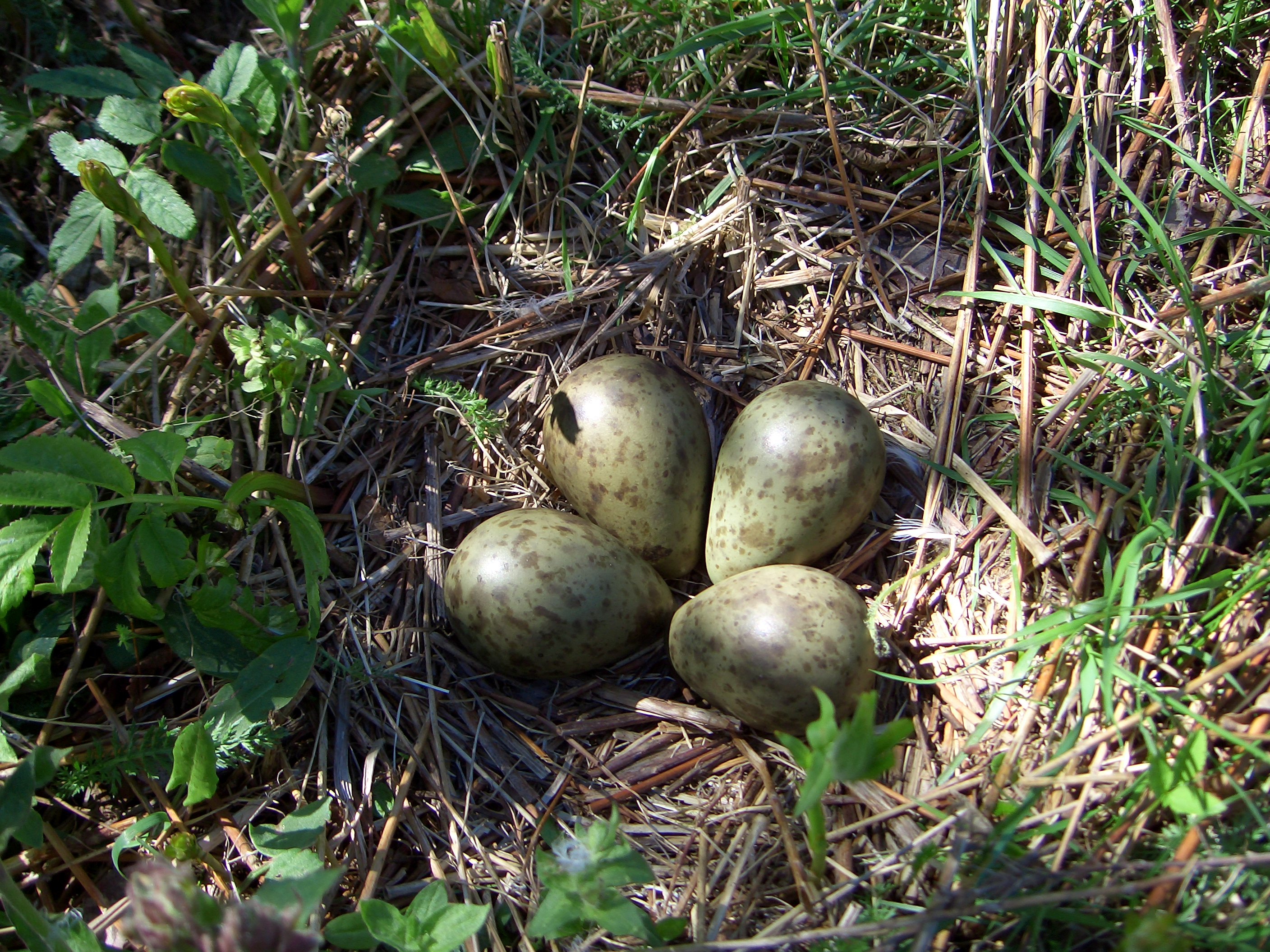
Eier im Nest

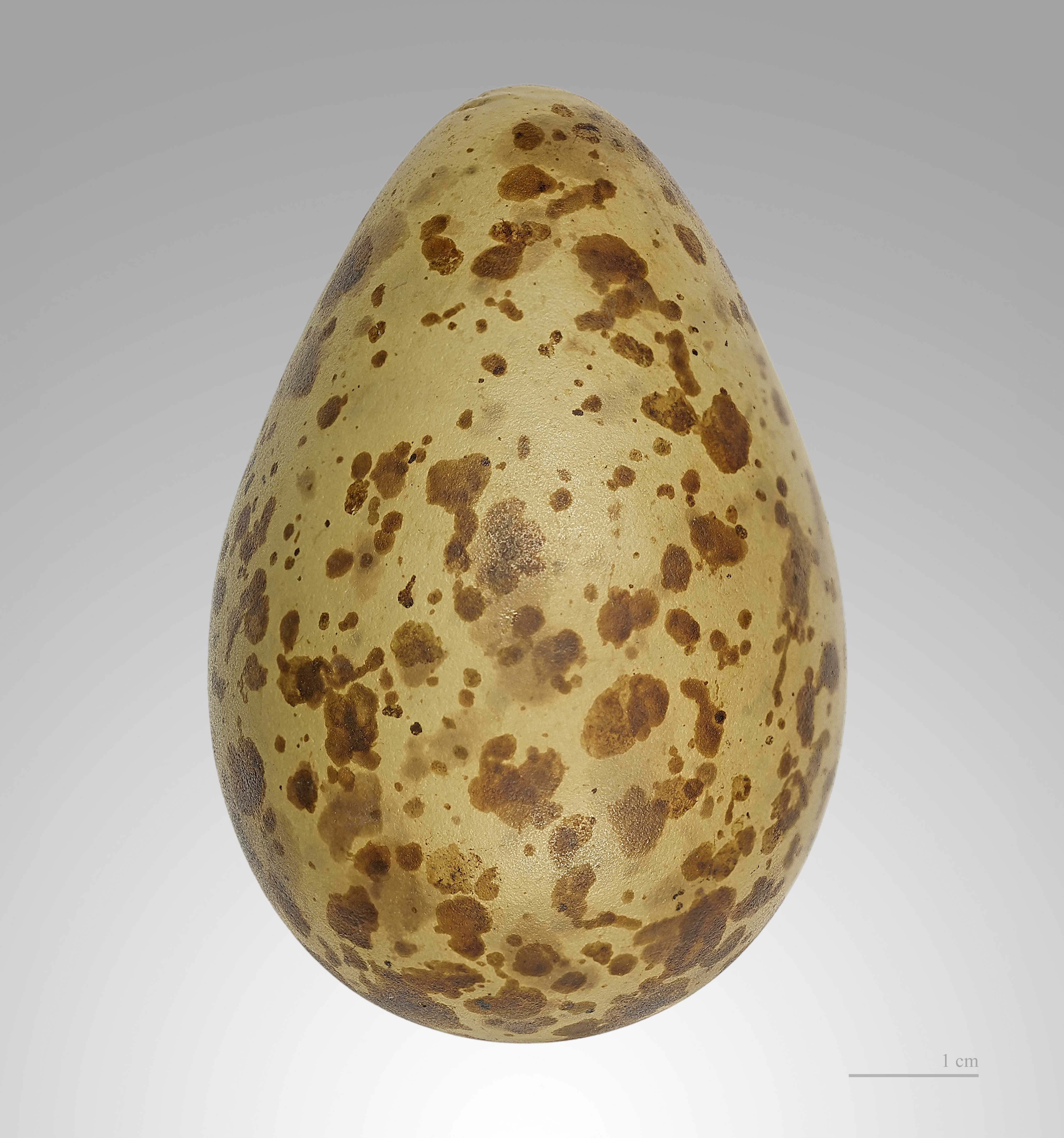
Numenius arquata

Das Nest ist eine flache Mulde auf dem Boden, die spärlich mit altem (getrocknetem) Gras oder Moos aus der nächsten Umgebung ausgepolstert wird. Angelegt werden die Nistmulden vom Männchen, das gelegentlich mehrere Nistmulden scharrt, von denen das Weibchen eine auswählt. Die Brutperiode beginnt Ende April bis Anfang Mai. Das Gelege besteht in der Regel aus vier Eiern, seltener aus drei oder fünf Eiern. Diese haben eine ovale bis kugelförmige Form und eine glatte, schwach glänzende Schale. Sie sind hellgrün, olivgrün oder düster oliv gefärbt und mit kleineren, relativ dunklen Flecken gezeichnet. Der Legeabstand beträgt gewöhnlich zwei Tage. Beide Elternvögel brüten abwechselnd, das Männchen aber gewöhnlich weit weniger als das Weibchen.
Die Küken sind Nestflüchter, die das Nest verlassen, sobald die Daunen völlig getrocknet sind. Sie werden in den ersten Lebenstagen von beiden Elternvögeln geführt, später führt sie nur das Männchen. Sie sind in der Zeit des Heranwachsens auf lockere, nicht zu hohe Vegetation angewiesen, da sie sich in zu dichtem Gras nicht vorwärts bewegen können und dann verhungern. Mit etwa fünf bis sechs Wochen sind sie flügge.

## Bestand

### Bestandsentwicklung und aktueller Bestand
Während des 19. Jahrhunderts verlor der Große Brachvogel viele geeignete mitteleuropäische Brutgebiete durch Entwässerung von Moorgebieten. Parallel entstanden jedoch neue Brutmöglichkeiten auf extensiv genutztem Feuchtgrünland der Tiefebenen, das nach Rodung von Auwäldern neu entstand. Dies führte zu einer Ausbreitung der Art und Zunahme der Populationsgebiete in weiten Teilen Mitteleuropas. Seit den 1950er Jahren gibt es in weiten Teilen Mitteleuropas erhebliche Bestandsrückgänge, nachdem Mähwiesen und Weiden intensiver genutzt werden. Eine hohe Brutorttreue sowie die hohe Lebensdauer der Art täuscht dabei über längere Zeit intakte Brutbestände vor. Der Bruterfolg des Großen Brachvogels reicht jedoch in vielen Regionen nicht mehr zum Erhalt der Population aus. Der fehlende Nachwuchs führt deshalb zwangsläufig zu einem Zusammenbruch der Population, wenn eine Zuwanderung von Vögeln fehlt.
Der europäische Gesamtbestand wird zu Beginn des 21. Jahrhunderts auf 220.000 bis 360.000 Brutpaare geschätzt. Davon kommen zwischen 50.000 und 80.000 Brutpaare in Fennoskandinavien, 48.000 bis 120.000 Brutpaare im europäischen Teil Russlands und 99.000 bis 125.000 Brutpaare in Großbritannien vor. In Mitteleuropa brüten 11.000 bis 13.000 Brutpaare.

### Bestandsprognose
Der Große Brachvogel gilt als eine der Arten, die vom Klimawandel besonders betroffen sein wird. Ein Forschungsteam, das im Auftrag der britischen Umweltbehörde und der Royal Society for the Protection of Birds (RSPB) die zukünftige Verbreitungsentwicklung von europäischen Brutvögeln auf Basis von Klimamodellen untersuchte, geht davon aus, dass das Verbreitungsgebiet des Großen Brachvogels bis zum Ende des 21. Jahrhunderts um mehr als vierzig Prozent schrumpfen und sich weiter nach Norden verschieben wird. Potentiell besiedelbare Regionen entstehen nach dieser Prognose auf Island, im äußersten Norden von Russland, auf Nowaja Semlja sowie möglicherweise ein kleines Areal auch auf Spitzbergen. Als mitteleuropäischer Brutvogel bleibt der große Brachvogel voraussichtlich erhalten, doch dürfte sich sein Verbreitungsgebiet signifikant verringern.

### Maßnahmen zur Bestandserhaltung
Zur Bestandserhaltung werden Feldgehölze gerodet, weil sich darin Greifvögel und Raubtiere verstecken können. Diese Maßnahmen werden kontrovers diskutiert, weil die Feldgehölze für andere Arten wertvolle Biotope darstellen.

## Mensch und Großer Brachvogel

### Vogel des Jahres
Der Große Brachvogel war Vogel des Jahres 1982 in Deutschland, außerdem 1996 in Estland, 2011 in Belarus und 2019 in Norwegen.

## Literatur

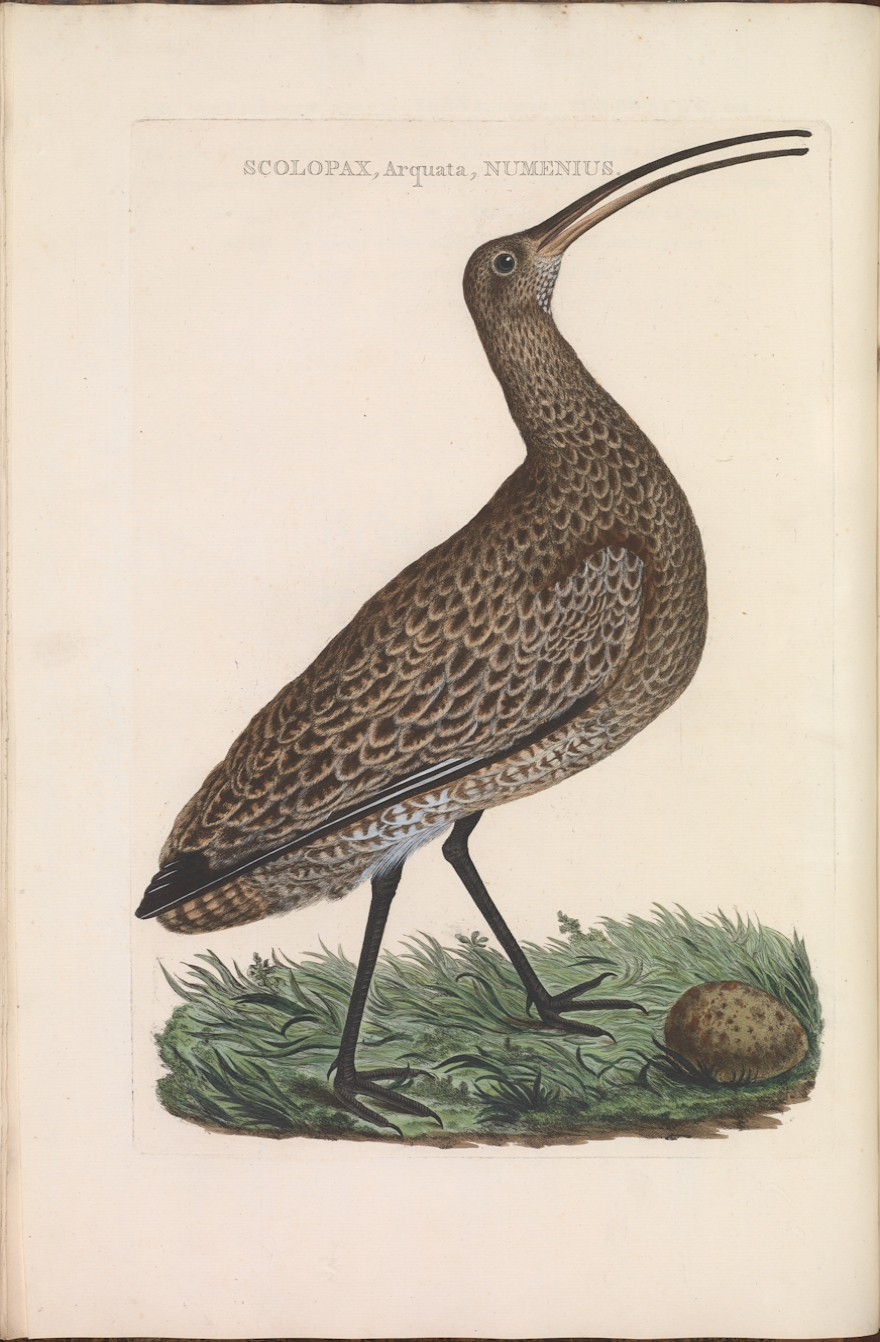
Großer Brachvogel in Nederlandsche Vogelen (1789)